# Хаменгкубувоно V
Хаменгкубувоно V, Хаменгкубувана V (индон. Hamengkubuwono V, Hamengkubuwana V) — пятый султан Джокьякарты. Имя при рождении — Раден Мас Гатот Менол (индон. Raden Mas Gatot Menol). Сын султана Хаменгкубувоно IV. Правил с 1823 по 1826 и с 1828 по 1856 год.
Во время Второй яванской войны трон Джокьякарты на два года был захвачен его прадедом — султаном Хаменгкубувоно II, — но позже Хаменгкубувоно V удалось вернуть трон. Умер в 1856 году, передал власть своему брату, принявшему имя Хаменгкубувоно VI.

## Интересные факты
Сукирах, мать президента Индонезии Сухарто, происходила от Хаменгкубувоно V и его первой наложницы.